# Edward Rimkus
Edward Rimkus   (Schenectady, 10 d'agost de 1913 - Long Beach, 17 de maig de 1999) fou un pilot de bob estatunidenc que va competir durant la dècada de 1940.
El 1948 va prendre part en els Jocs Olímpics d'Hivern de Sankt Moritz, on guanyà la medalla d'or en la prova de bobs a quatre del programa de bob. Formà equip amb Francis Tyler, Patrick Martin i William D'Amico.